# Orange (ソフトウェア)

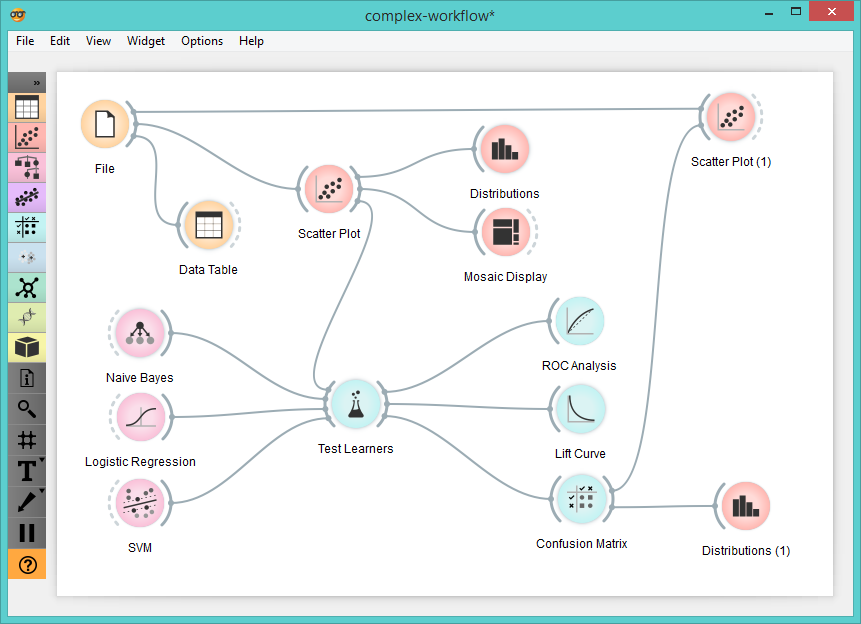
典型的なワークフロー

Orangeはオープンソースのデータ視覚化、機械学習、データマイニング用ツールキットである。ビジュアルプログラミング言語として、事前に定義されたウィジェットまたは利用者自身が設計したウィジェットをリンクしてワークフローを作成するインターフェースを介して実装される。またPythonライブラリとして使用できる。オレンジ色のコンポーネントはウィジェットと呼ばれ、単純なデータの視覚化、サブセットの選択と前処理、学習アルゴリズムや予測モデリングの経験的評価まで幅広く活用できる。

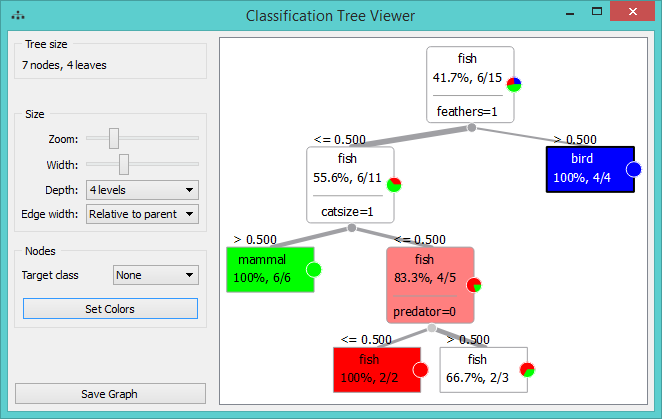
分類ツリーウィジェット

## ソフトウェア
オープンソースのソフトウェアパッケージとしてGPLで公開され、githubで使用できる。Ver3.0まではC++のコアコンポーネントが含まれており、Pythonでラッパーが使用されている。Ver3.0以降では、NumPy、SciPy、scikit-learnなどの科学計算に一般的なPythonオープンソースライブラリを使用し、グラフィカルユーザーインターフェイスはQtフレームワークで動作する。
デフォルトでは、6つのウィジェット（データ、ビジュアライズ、分類、回帰、評価、教師なし学習）での機械学習、前処理およびデータ視覚化アルゴリズムを多数含む。その他機能はアドオン（バイオインフォマティクス、データ融合、テキストマイニング）として利用できる。
macOS、Windows、Linuxでサポートされており、Python Package Indexリポジトリ（pip install Orange）からインストールできる。2016年以降、安定版Ver3.3はPython 3で動作し、Python 2.7で動作する旧Ver2.7も引き続き使用できる。

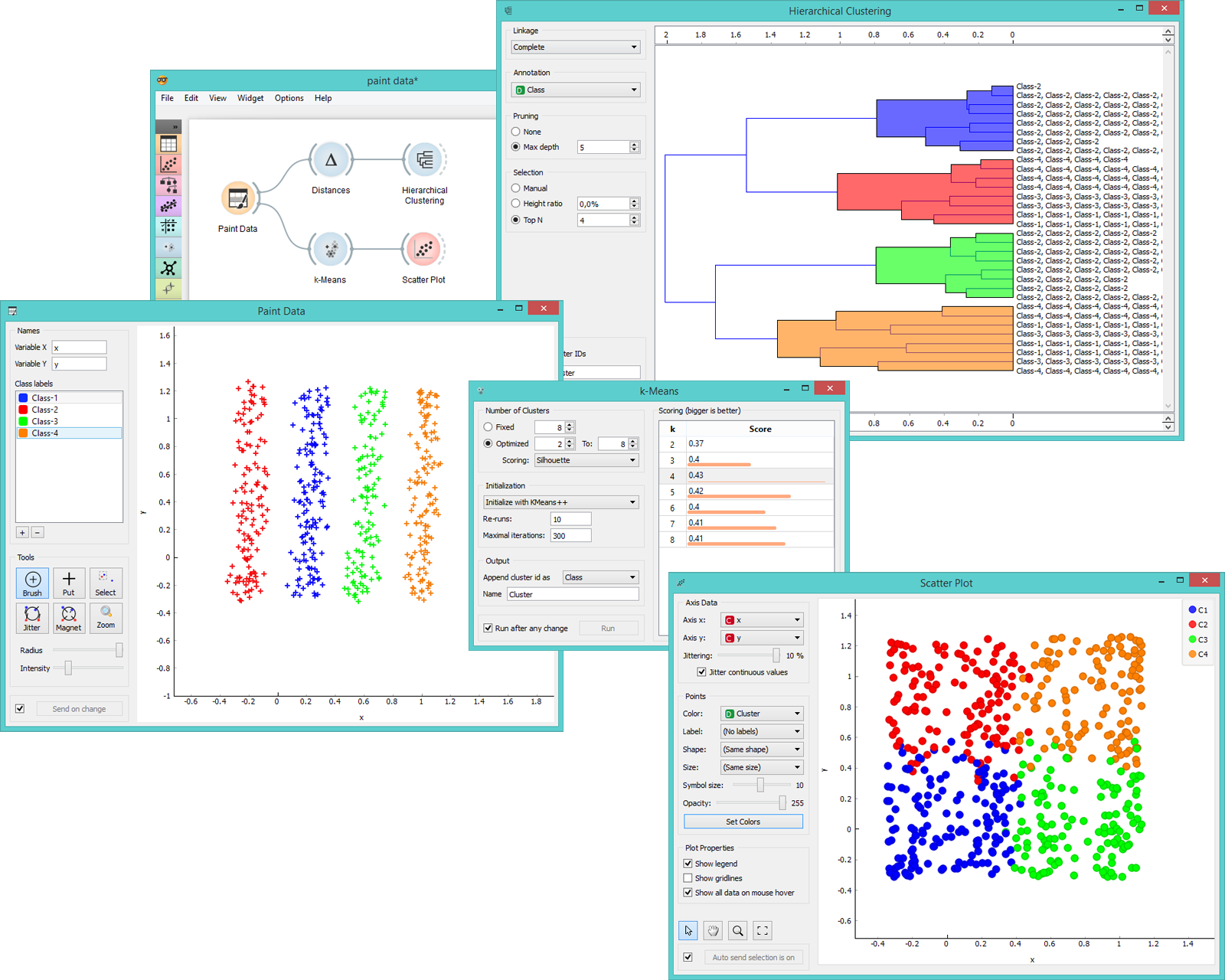
階層的クラスタ分析およびk-Meansを組み合わせたペイントデータウィジェット

## 目的
実験項目、レコメンダシステム、予測モデリングのためのプラットフォームを提供し、生体医学、バイオインフォマティクス、ゲノミクス、および教育に使用される。 科学分野では、新しい機械学習アルゴリズムをテストし、遺伝学やバイオインフォマティクス分野における新技術用の実装プラットフォームとして使用される。 教育分野では、生物学、生物医学、情報科学の学生に機械学習やデータマイニングの方法を教えるために使用される。